# El cóndor pasa

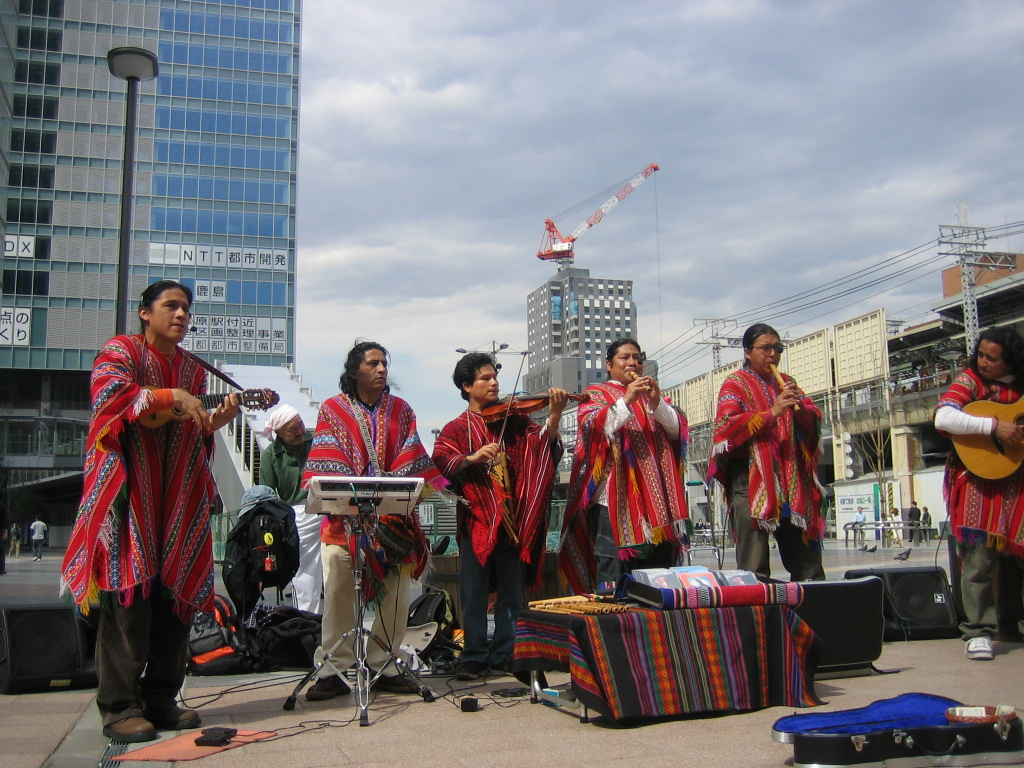
Pouliční kapela z Peru hrající El cóndor pasa v Tokiu.

„El cóndor pasa“ je píseň pocházející ze stejnojmenné zarzuely peruánského skladatele Daniela Alomía Roblese. Vznikla v roce 1913 a je založena na tradičních andských lidových písních. Americké duo Simon & Garfunkel nahrálo svou verzi písně na své album Bridge over Troubled Water, jež vyšlo v roce 1970. Autorem anglického textu je Paul Simon. Český zpěvák Karel Gott nahrál píseň s českým textem (Nech mě spát), jehož autorem byl Jiří Štaidl. S vlastním textem nazpíval píseň Pavel Novák (Přeletěl kondor) a Naďa Urbánková s textem F. R. Čecha (Kdybych jen mohla). Píseň nahrála řada dalších hudebníků.